# Joe Osborn
Joe Osborn (Mound (Luisiana), Estados Unidos, 28 de agosto de 1937-Greenwood, Luisiana, 14 de diciembre de 2018) fue un bajista estadounidense conocido por sus trabajos como músico de sesión en Los Ángeles y Nashville desde los años 60 hasta bien entrados los 80.

## Biografía
Comenzó su carrera profesional actuando en clubs y realizó su debut como músicos de sesión trabajando para el cantante Dale Hawkins. Con veinte años se mudó a Las Vegas donde pasó un año trabajando como parte del acompañamiento del cantante country Bob Luman. Con el legendario guitarrista Roy Buchanan como compañero de banda, Osborn pasó de la guitarra al bajo eléctrico. En 1960, con Allen "Puddler" Harris y James Burton, se unió a la banda de acompañamiento de Ricky Nelson, donde permaneció cuatro años. Su buen trabajo en el éxito de Nelson, "Travellin' Man" le abrió las puertas de los estudios de grabación como músico de sesión, comenzando a trabajar con músicos como Johnny Rivers.
Cuando la banda Nelson se disolvió en 1964, Osborn se dedicó exclusivamente al trabajo de estudio en Los Ángeles. Durante los siguientes diez años será considerado como uno de los mejores bajistas de estudio de la ciudad, formando parte del exclusivo grupo de músicos de sesión conocido como The Wrecking Crew y trabajando con productores como Lou Adler y Bones Howe. Trabajó frecuentemente con Hal Blaine a la batería y Larry Knechtel en los teclados, siendo esta formación (Blaine, Osborn y Knechtel) conocida como el "Hollywood Golden Trio". El sonido de su bajo puede ser escuchado en innumerables éxitos musicales de la época, así como en sintonías para televisión, publicidad y en bandas sonoras de cine.

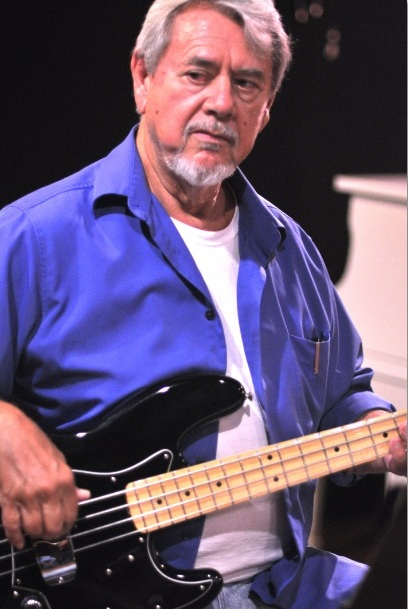
Osborn en 2012.

Entre los artistas con los que trabajó destacan The Mamas & the Papas, The Association, The Grass Roots o The 5th Dimension. Osborn participó en la grabación del gran éxito de Simon & Garfunkel, "Bridge over Troubled Water" así como en la versión de 5th Dimension del tema "Aquarius/Let the Sunshine In". 
Osborn también participó en la grabación de los principales éxitos de Neil Diamond de finales de la década de los 60 y principios de los 70 y fue el descubridor del dúo the Carpenters, con los que colaboró como bajista a lo largo de toda su carrera.
Durante los 70 colaboró asiduamente con Nancy Sinatra y en 1977 participó en el álbum Forgiven de Don Francisco.
En 1974, Osborn dejó Los Ángeles para instalarse en Nashville, donde se integró en el grupo de músicos de sesión conocido como The Nashville A-Team y continuó trabajando para artistas country como Kenny Rogers, Mel Tillis y Hank Williams, Jr. Osborn participó como bajista en un total de 35 números 1 de la música country durante esta etapa.
Osborn dejó Nashville en 1988 para retirarse a Caddo (Luisiana). En 2010 fue incluido en el Salón de la Fama de la Música de Luisiana.
Joe Osborn falleció el 14 de diciembre de 2018 a la edad de 81 años. El músico padecía cáncer de páncreas.

## Discografía parcial
- "Travelin' Man" (Ricky Nelson)
- "Memphis" (Johnny Rivers)
- "California Dreamin'" (The Mamas & the Papas)
- "Windy" (The Association)
- "MacArthur Park" (Richard Harris)
- "Aquarius/Let the Sunshine In" (The 5th Dimension)
- "The Only Living Boy in New York" (Simon & Garfunkel)
- "For All We Know" (The Carpenters)
- "Bridge over Troubled Water" (Simon and Garfunkel)
- "Horse with No Name" (America)
- "Midnight Confessions" (The Grassroots)
- "Ventura Highway" (America)
- "Richard Cory" (Simon and Garfunkel)